# Tony Tuzzolino
Antonino Charles Tuzzolino noto anche come Tony (Buffalo, 9 ottobre 1975) è un allenatore di hockey su ghiaccio ed ex hockeista su ghiaccio statunitense naturalizzato italiano, di ruolo attaccante.

## Carriera

### Club
Tuzzolino iniziò la sua carriera nel 1989 con la maglia degli Amherst (NYAHA). Durante la sua carriera statunitense giocherà anche in NHL, coi Mighty Ducks of Anaheim nella stagione 1997-98, coi New York Rangers nel 2000-01 e con i Boston Bruins la stagione successiva, collezionando in tutto 9 presenze e zero punti. Ebbe maggior successo nella American Hockey League riuscendo a conquistare la Calder Cup con due diverse formazioni, gli Hartford Wolf Pack e gli Houston Aeros.
In Italia esordì nella stagione 2003-04 con la maglia dell'Asiago Hockey disputando in tutto 16 partite. Passò poi a vestire le maglie del Bolzano e del Cortina e, dopo una breve parentesi coi Flint Generals (UHL) ritornò in Italia, al Renon, per tornare successivamente a giocare nuovamente ad Asiago nella stagione 2008-09. Concluse la carriera con l'HC Appiano vincendo il titolo della Serie A2.

### Nazionale
Tuzzolino militò anche nel Blue Team con cui partecipò ai giochi di Torino 2006.

## Vita privata
Il fratello minore Nick è stato sua volta un giocatore di hockey su ghiaccio professionista, scelto all'NHL Entry Draft 2005 dai New York Islanders.

## Palmarès

### Club
- Calder Cup: 2

Hartford: 1999-2000
Houston: 2002-2003
- Campionato italiano - Serie A2: 1

Appiano: 2009-2010